# توني اكينز
توني اكينز (بالإنجليزية: Tony Akins)‏ هو رسام بالرصاص أمريكي، ولد في 1 نوفمبر 1960.

## وصلات خارجية
- الموقع الرسمي